# Beilschmiedia sulcata
Beilschmiedia sulcata är en lagerväxtart som först beskrevs av Ruiz & Pav., och fick sitt nu gällande namn av André Joseph Guillaume Henri Kostermans. Beilschmiedia sulcata ingår i släktet Beilschmiedia och familjen lagerväxter. Inga underarter finns listade i Catalogue of Life.